# Czumsk Duży
Czumsk Duży – wieś w Polsce położona w województwie kujawsko-pomorskim, w powiecie rypińskim, w gminie Rogowo.

## Podział administracyjny
W latach 1954–1971 wieś należała i była siedzibą władz gromady Czumsk Duży, po jej zniesieniu w gromadzie Rogowo. W latach 1975–1998 miejscowość administracyjnie należała do województwa włocławskiego.

## Demografia
Według Narodowego Spisu Powszechnego (III 2011 r.) liczyła 268 mieszkańców. Jest czwartą co do wielkości miejscowością gminy Rogowo.

## Położenie geograficzne
Czumsk Duży to niewielka wieś, położona na historycznej ziemi dobrzyńskiej, w pasie Równiny Urszulewskiej. Miejscowość znajduje się w odległości:
- 14,1 km na południowy wschód od Rypina
- 18,8 km na północny zachód od Sierpca

Przez miejscowość przepływa Gozdawnica.